# Верхняя Богдановка
Верхняя Богдановка — деревня в  Урицком районе Орловской области России.
Входит в состав Богдановского сельского поселения.

## География
Ближайшие населённые пункты — Орешок и административный центр поселения Гагаринский.

## Население
| 2010 |
| ---- |
| 68   |